# Karsan
Die Karsan Otomotiv Sanayii ve Ticaret A.Ş. [ˈkaɾsan ˌotomoˈtiv ˌsanaˈjiːi ve tʃiˈʤaɾet] ist ein türkischer Automobilhersteller und -zulieferer mit Sitz in Bursa in der Türkei. Das Unternehmen wurde 1966 gegründet und erwirtschaftete im Geschäftsjahr 2020 mit seinen rund 1.070 Mitarbeitern einen Jahresumsatz von etwa 1,56 Milliarden Türkische Lira. Produziert wird in Bursa und im davon etwa 30 Kilometer westlich gelegenen Hasanağa.

## Unternehmensgeschichte
1966 wurde die Bursa Otomontaj ve Karoseri Sanayi A.Ş. gegründet. In den darauffolgenden Jahren produzierte das Unternehmen zunächst Karosserieteile für verschiedene Fahrzeughersteller. 1979 erwarb die Koç Holding die Mehrheitsanteile des Unternehmens. Anschließend erfolgte eine Restrukturierung und der Firmennamen wurde in Karsan Otomotiv Sanayii ve Ticaret A.Ş. geändert. „Karsan“ ist dabei ein Kurzwort aus den beiden Wörtern des alten Firmennamens „Karoseri Sanayi“.
1981 schloss Karsan mit Peugeot erstmals einen Vertrag über die Lizenzfertigung von Transportern und wandelte sich so zum Automobilhersteller. Über die Jahre kamen weitere Lizenzverträge hinzu. İnan Kıraç übernahm 1998 das Unternehmen und führte es unter dem Dach der Kıraça Holding weiter.
2010 nahm Karsan an der Ausschreibung „Taxi of Tomorrow“ der Stadt New York teil und machte damit international auf sich aufmerksam. Der für den Wettbewerb eigens entwickelte Karsan V1 unterlag am Ende dem Zweitplatzierten Ford Transit Connect und dem Sieger Nissan NV200.
Neben der Lizenzfertigung von Fahrzeugen startete Karsan 2011 die Produktion von Bussen. Zunächst wurden kleinere und mittelgroße Busse für den Stadtverkehr mit Verbrennungsmotor angeboten. Seit 2018 liefert Karsan auch Busse mit Elektromotor.

## Ehemalige und aktuelle Fahrzeugmodelle

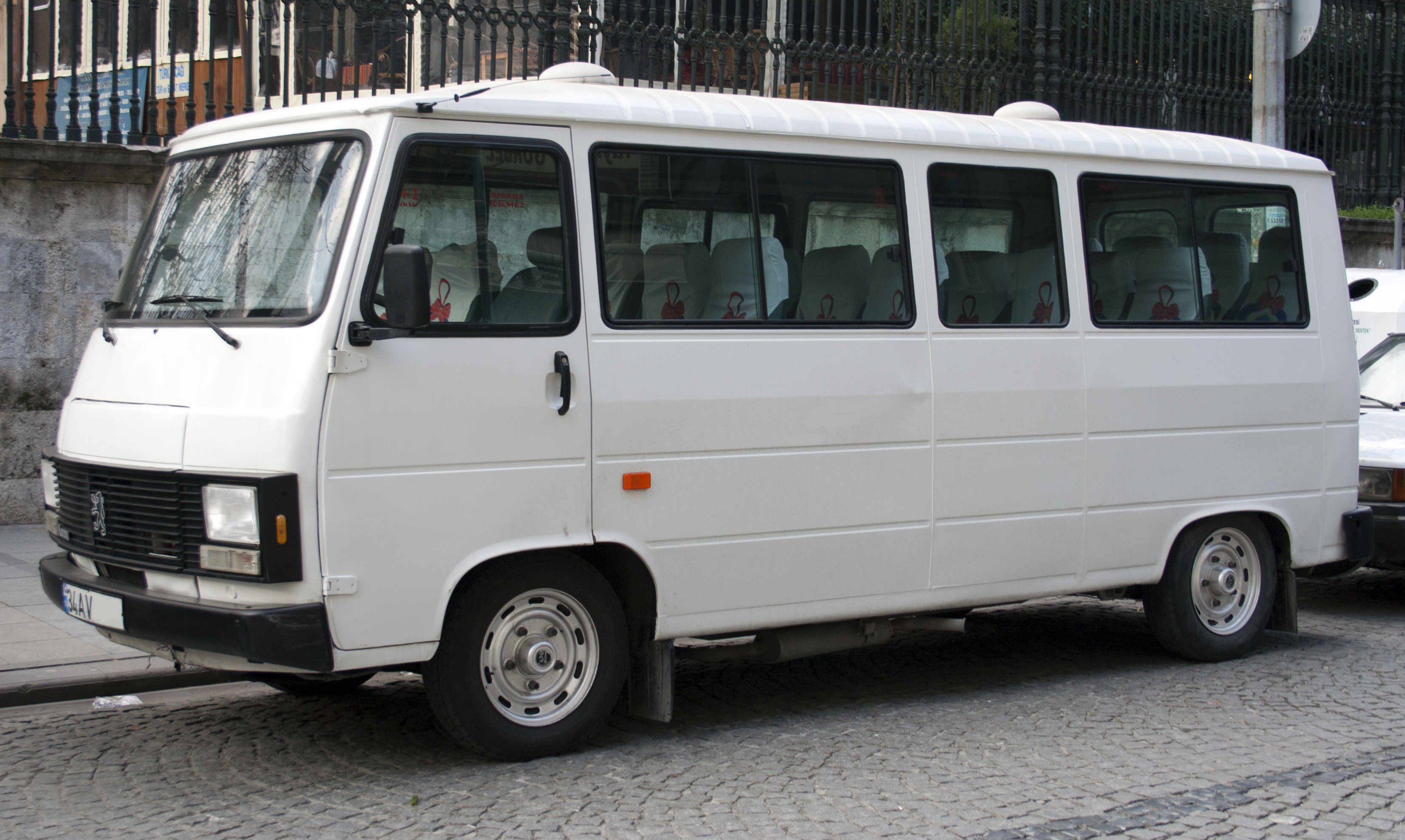
Von Karsan in Lizenz gefertigt, der Peugeot J9

In Zusammenarbeit mit anderen Fahrzeugherstellern wurden oder werden folgende Modelle gebaut:
- Peugeot J9 sowie Partner und Boxer
- Fiat Ducato und Doblò
- Citroën Berlingo
- BredaMenarinibus Vivacity und Avancity
- Hyundai HD35 und HD75[10]
- Hyundai H350[11]
- Peugeot J9[12][13]
- Renault Megane sowie Premium und Kerax

Karsan fertigte bzw. fertigt auch eigene Modelle. Dazu gehören:
- Karsan J10[13]

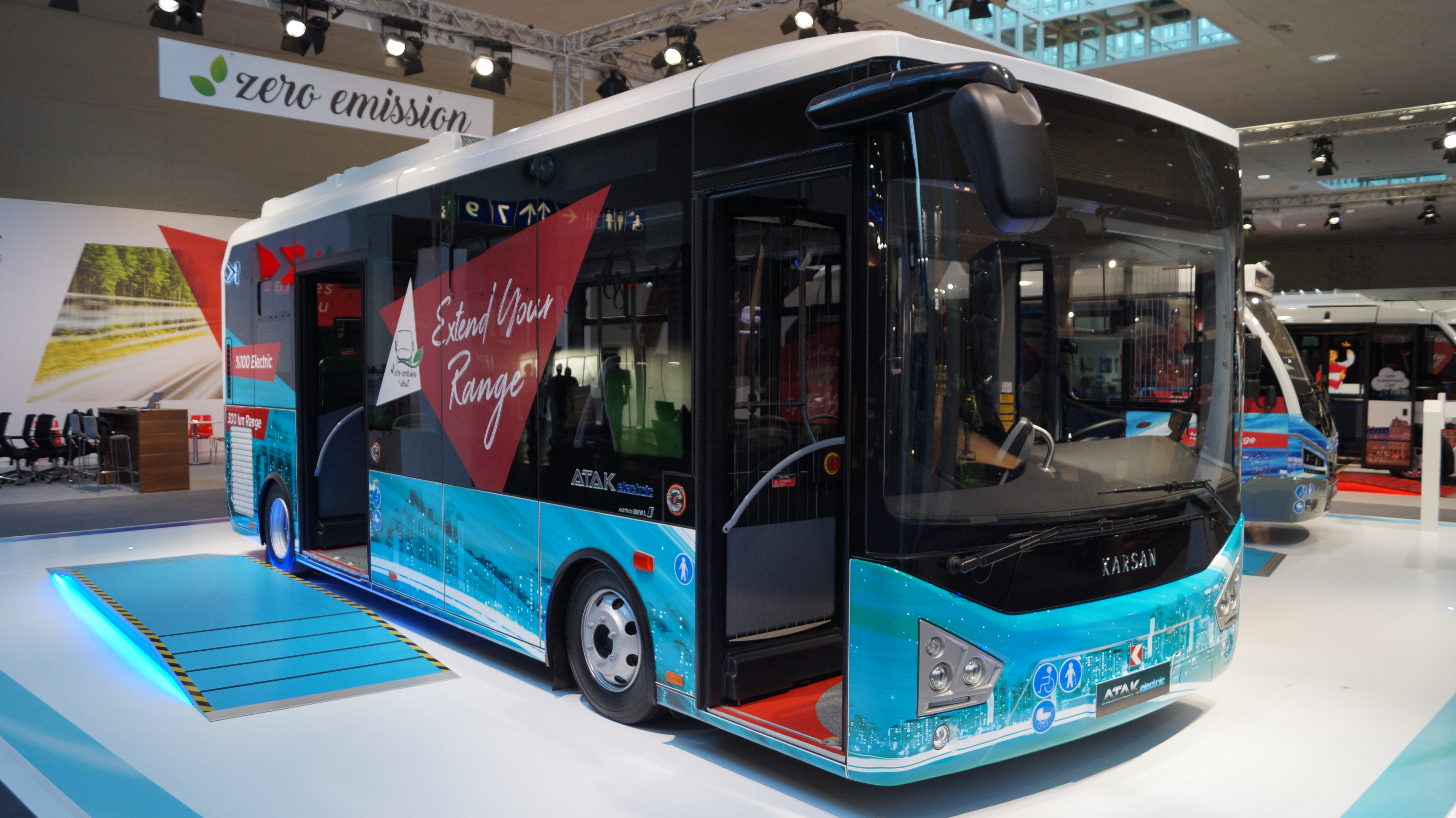
Karsan JEST und e-JEST
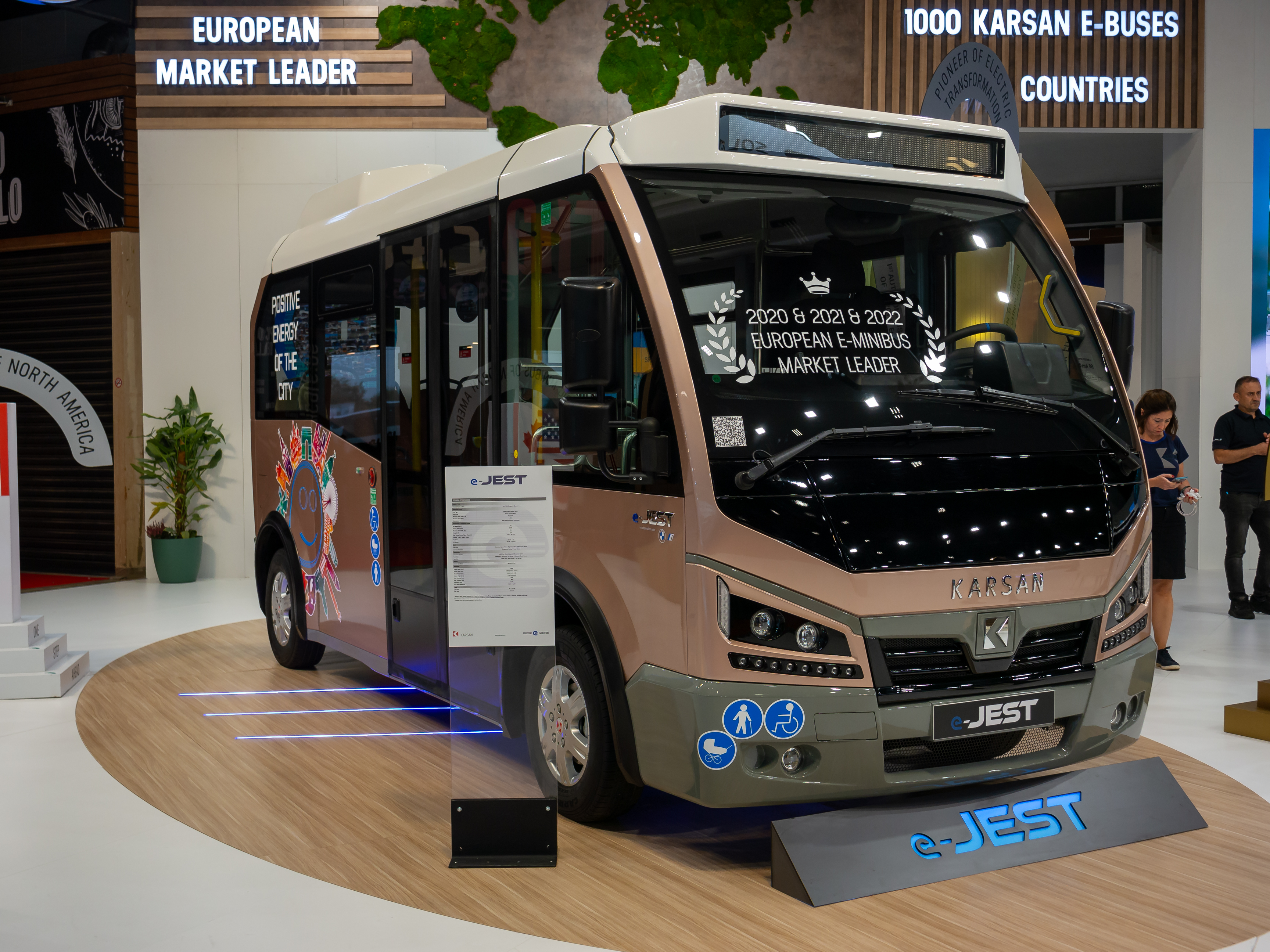
Karsan ATAK und e-ATAK
- Karsan STAR
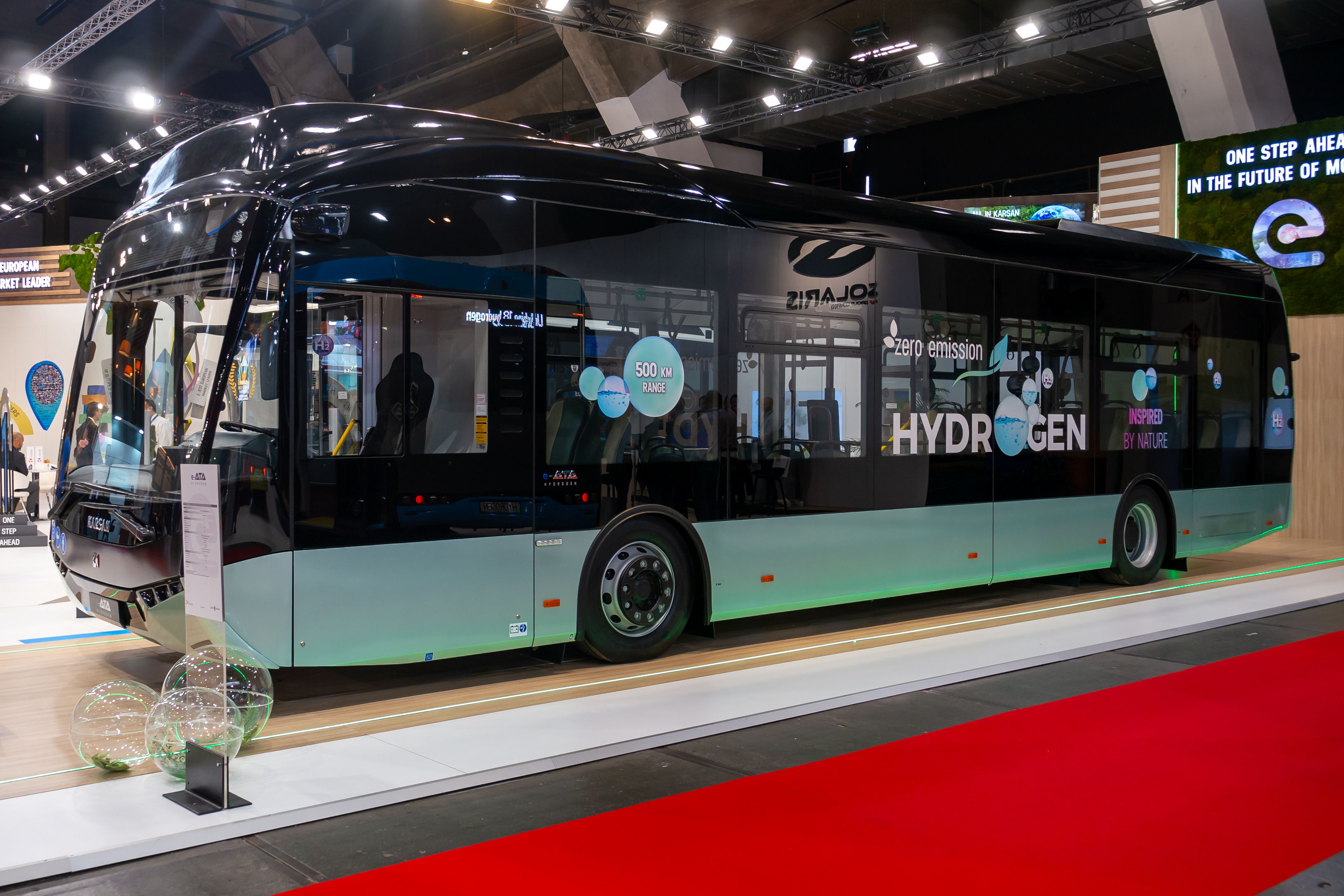
Karsan e-ATA 10
- Karsan e-ATA 12
- Karsan e-ATA 18
- Karsan e-ATA Hydrogen

- e-ATAK
- e-JEST
- e-ATA Hydrogen